# Ptolemeu de Citera
Ptolemeu de Citera, en llatí Ptolemaeus, en grec antic Πτολεμαίος, fou un poeta èpic grec del segle i nascut a Citera, que segons Suides hauria escrit almenys un poema sobre les virtuts d'una planta anomenada psalacantha. Podria ser una confusió amb Ptolemeu Khennos, que va dedicar diversos llibres i declaracions meravelloses a aquesta planta.